# Skande
Skande (en géorgien : სკანდე), parfois connu sous le nom de Skanda (სკანდა), est un village géorgien de la communauté de Zeda Sazano de la municipalité de Terdjola (Iméréthie). Il est situé dans la partie ouest du pays, dans la petite vallée fluviale de Chkhari, une partie du système fluvial de Qvirila, à environ 15 km au nord-est de la ville de Terdjola. Sa population au recensement de 2014 était de 434 habitants.
Skanda abrite une forteresse en ruine, qui est le Scanda ou Scandeis des auteurs byzantins de l'Antiquité tardive et l'un des bastions disputés entre les empires byzantin et sassanide lors de leurs conflits en Lazique. Elle a conservé son importance en tant que l'une des principales forteresses d'Iméréthie jusqu'au début du XIXe siècle.

## Démographie
| Année | Population | Hommes | Femmes |
| ----- | ---------- | ------ | ------ |
| 2002  | 561        | 281    | 280    |
| 2014  | 434        | 230    | 204    |